# フェロージェット
フェロージェット(FaroeJet)は、かつて存在したフェロー諸島の航空会社である。

## 歴史
アトランティック航空の元従業員らが中心となって会社設立が構想され、Safari Transport（運送業者）やNorðoya Sparikassi（銀行）など、900の法人・個人投資家の出資により2005年12月に設立。2006年5月15日からヴォーアル空港とコペンハーゲン国際空港とを結ぶ路線の運航を開始した。この路線は土曜日を除く毎日1往復運航され、土曜日はヨーロッパ本土側でチャーター便として運用する計画であった。しかし繁忙期である7月においても搭乗率は40%に満たなかった。11月には翌月からコペンハーゲンとコソボのプリシュティナを結ぶチャーター便の運航を開始すると公表していたが、財政上の問題から2006年12月に運航が停止された。

## 機材

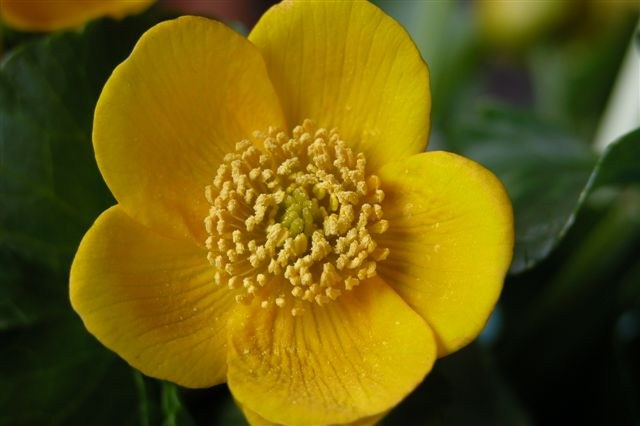
フェロー諸島の花 "sólja"

BAEシステムズからリースされた以下の機材を使用していた。機体には会社設立の年、2005年にフェロー諸島の花に選ばれたsólja（キンポウゲ科、写真）を図案化したロゴが描かれており、使用機自体も"sólja"の愛称で呼ばれていた。
フェロージェットの運航停止後、この機はアトランティック航空に移り、機体の一部にフェロージェット時代の塗色を残したままの状態で運用されていた。しかし、2009年にはアトランティック航空も同機の運用を終了した。
- BAe 146 1機